# Férfi négypárevezős az 1992. évi nyári olimpiai játékokon
Az 1992. évi nyári olimpiai játékokon a evezés férfi négypárevezős versenyszámát július 28. és augusztus 2. között rendezték a Lake of Banyoles-tón.

## Versenynaptár
| Dátum                        | Forduló  |
| ---------------------------- | -------- |
| 1992. július 28., kedd       | Előfutam |
| 1992. július 29., szerda     | Vigaszág |
| 1992. július 31., péntek     | Elődöntő |
| 1992. augusztus 2., vasárnap | Döntő    |

## Eredmények
Az időeredmények másodpercben értendők. A rövidítések jelentése a következő:
- Q: továbbjutás helyezés alapján
- QA: az A-döntőbe jutott
- QB: a B-döntőbe jutott

### Előfutam
Az előfutamokból az első három helyezettek automatikusan az A/B elődöntőbe jutottak, a többiek a vigaszágra kerültek.
| Helyezés | Nemzet                                                                                                  | Idő      | Mj       |
| 1. futam | 1. futam                                                                                                | 1. futam | 1. futam |
| -------- | --- | -------- | -------- |
| 1.       | Németország (GER) · André Willms · Andreas Hajek · Stephan Volkert · Michael Steinbach                  | 5:45,65  | Q        |
| 2.       | Olaszország (ITA) · Gianluca Farina · Rossano Galtarossa · Alessandro Corona · Filippo Soffici          | 5:46,47  | Q        |
| 3.       | Egyesített Csapat (EUN) · Valeriy Dosenko · Szjarhej Kinyakin · Mikola Csuprina · Girts Vilks           | 5:52,69  | Q        |
| 4.       | Svédország (SWE) · Fredrik Hultén · Tommy Österlund · David Svensson · Per-Olof Claesson                | 5:56,00  |          |
| 5.       | Nagy-Britannia (GBR) · Michael Harris · Roger Brown · Guy Pooley · Peter Haining                        | 5:57,18  |          |
| 2. futam | |          |          |
| 1.       | Franciaország (FRA) · Fiorenzo Di Giovanni · Frédéric LeClerc · Yves Lamarque · Samuel Barathay         | 5:47,80  | Q        |
| 2.       | Hollandia (NED) · Hans Keldermann · Ronald Florijn · Koos Maasdijk · Rutger Arisz                       | 5:49,39  | Q        |
| 3.       | Belgium (BEL) · Dirk Crois · Alain Lewuillon · Tom Symoens · Wim Van Belleghem                          | 5:53,47  | Q        |
| 4.       | Lengyelország (POL) · Marek Gawkowski · Piotr Bujnarowski · Cezary Jędrzycki · Jarosław Janowski        | 5:54,13  |          |
| 5.       | Ausztria (AUT) · Günther Schuster · Walter Kaiser · Gert Port · Horst Nußbaumer                         | 6:01,12  |          |
| 3. futam | |          |          |
| 1.       | Norvégia (NOR) · Lars Bjønness · Rolf Thorsen · Kjetil Undset · Per Sætersdal                           | 5:46,83  | Q        |
| 2.       | Svájc (SUI) · Ueli Bodenmann · Alexander Rückstuhl · Beat Schwerzmann · Marc-Sven Nater                 | 5:47,16  | Q        |
| 3.       | Ausztrália (AUS) · Richard Powell · Hamish McGlashan · Robin Bakker · Jason Day                         | 5:49,15  | Q        |
| 4.       | Egyesült Államok (USA) · Keir Pearson · John Riley, Jr. · Bob Kaehler · Chip McKibben                   | 5:49,28  |          |
| 5.       | Spanyolország (ESP) · José Antonio Rodríguez · Melquiades Verduras · Bruno López · José Manuel Bermúdez | 5:55,59  |          |

### Vigaszág
A vigaszág futamából az első három helyezett az A/B elődöntőbe jutott, a többiek a C döntőbe kerültek.
| Helyezés | Nemzet                                                                                                  | Idő     | Mj  |
| -------- | --- | ------- | --- |
| 1.       | Egyesült Államok (USA) · Keir Pearson · John Riley, Jr. · Bob Kaehler · Chip McKibben                   | 5:56,98 | A/B |
| 2.       | Spanyolország (ESP) · José Antonio Rodríguez · Melquiades Verduras · Bruno López · José Manuel Bermúdez | 5:57,41 | A/B |
| 3.       | Lengyelország (POL) · Marek Gawkowski · Piotr Bujnarowski · Cezary Jędrzycki · Jarosław Janowski        | 5:59,03 | A/B |
| 4.       | Svédország (SWE) · Fredrik Hultén · Tommy Österlund · David Svensson · Per-Olof Claesson                | 5:59,47 | C   |
| 5.       | Nagy-Britannia (GBR) · Michael Harris · Roger Brown · Guy Pooley · Peter Haining                        | 6:00,52 | C   |
| 6.       | Ausztria (AUT) · Günther Schuster · Walter Kaiser · Gert Port · Horst Nußbaumer                         | 6:02,96 | C   |

### Elődöntő
| Helyezés | Nemzet                                                                                                  | Idő      | Mj       |
| A/B      | A/B | A/B      | A/B      |
| 1. futam | 1. futam                                                                                                | 1. futam | 1. futam |
| -------- | --- | -------- | -------- |
| 1.       | Németország (GER) · André Willms · Andreas Hajek · Stephan Volkert · Michael Steinbach                  | 5:46,65  | QA       |
| 2.       | Svájc (SUI) · Ueli Bodenmann · Alexander Rückstuhl · Beat Schwerzmann · Marc-Sven Nater                 | 5:48,12  | QA       |
| 3.       | Franciaország (FRA) · Fiorenzo Di Giovanni · Frédéric LeClerc · Yves Lamarque · Samuel Barathay         | 5:48,72  | QA       |
| 4.       | Egyesített Csapat (EUN) · Valeriy Dosenko · Szjarhej Kinyakin · Mikola Csuprina · Girts Vilks           | 5:49,58  | QB       |
| 5.       | Lengyelország (POL) · Marek Gawkowski · Piotr Bujnarowski · Cezary Jędrzycki · Jarosław Janowski        | 6:05,31  | QB       |
| 6.       | Belgium (BEL) · Dirk Crois · Alain Lewuillon · Tom Symoens · Wim Van Belleghem                          | 6:05,87  | QB       |
| 2. futam | |          |          |
| 1.       | Olaszország (ITA) · Gianluca Farina · Rossano Galtarossa · Alessandro Corona · Filippo Soffici          | 5:48,72  | QA       |
| 2.       | Norvégia (NOR) · Lars Bjønness · Rolf Thorsen · Kjetil Undset · Per Sætersdal                           | 5:49,53  | QA       |
| 3.       | Hollandia (NED) · Hans Keldermann · Ronald Florijn · Koos Maasdijk · Rutger Arisz                       | 5:50,12  | QA       |
| 4.       | Egyesült Államok (USA) · Keir Pearson · John Riley, Jr. · Bob Kaehler · Chip McKibben                   | 5:52,48  | QB       |
| 5.       | Ausztrália (AUS) · Richard Powell · Hamish McGlashan · Robin Bakker · Jason Day                         | 5:55,62  | QB       |
| 6.       | Spanyolország (ESP) · José Antonio Rodríguez · Melquiades Verduras · Bruno López · José Manuel Bermúdez | 5:58,77  | QB       |

### Döntők
| Hely.   | Össz.   | Nemzet                                                                                                  | Idő     | Mj      |
| C-döntő | C-döntő | C-döntő                                                                                                 | C-döntő | C-döntő |
| ------- | ------- | --- | ------- | ------- |
| 1.      | 13.     | Nagy-Britannia (GBR) · Michael Harris · Roger Brown · Guy Pooley · Peter Haining                        | 6:08,92 |         |
| 2.      | 14.     | Ausztria (AUT) · Günther Schuster · Walter Kaiser · Gert Port · Horst Nußbaumer                         | 6:13,75 |         |
| 3.      | 15.     | Svédország (SWE) · Fredrik Hultén · Tommy Österlund · David Svensson · Per-Olof Claesson                | 6:20,86 |         |
| B-döntő |         | |         |         |
| 1.      | 7.      | Egyesített Csapat (EUN) · Valeriy Dosenko · Szjarhej Kinyakin · Mikola Csuprina · Girts Vilks           | 5:54,48 |         |
| 2.      | 8.      | Egyesült Államok (USA) · Keir Pearson · John Riley, Jr. · Bob Kaehler · Chip McKibben                   | 5:55,06 |         |
| 3.      | 9.      | Ausztrália (AUS) · Richard Powell · Hamish McGlashan · Robin Bakker · Jason Day                         | 5:56,44 |         |
| 4.      | 10.     | Spanyolország (ESP) · José Antonio Rodríguez · Melquiades Verduras · Bruno López · José Manuel Bermúdez | 5:58,33 |         |
| 5.      | 11.     | Lengyelország (POL) · Marek Gawkowski · Piotr Bujnarowski · Cezary Jędrzycki · Jarosław Janowski        | 6:01,18 |         |
| 6.      | 12.     | Belgium (BEL) · Dirk Crois · Alain Lewuillon · Tom Symoens · Wim Van Belleghem                          | 6:01,38 |         |
| A-döntő |         | |         |         |
| Arany   | Arany   | Németország (GER) · André Willms · Andreas Hajek · Stephan Volkert · Michael Steinbach                  | 5:45,17 |         |
| Ezüst   | Ezüst   | Norvégia (NOR) · Lars Bjønness · Rolf Thorsen · Kjetil Undset · Per Sætersdal                           | 5:47,09 |         |
| Bronz   | Bronz   | Olaszország (ITA) · Gianluca Farina · Rossano Galtarossa · Alessandro Corona · Filippo Soffici          | 5:47,33 |         |
| 4.      | 4.      | Svájc (SUI) · Ueli Bodenmann · Alexander Rückstuhl · Beat Schwerzmann · Marc-Sven Nater                 | 5:47,39 |         |
| 5.      | 5.      | Hollandia (NED) · Hans Keldermann · Ronald Florijn · Koos Maasdijk · Rutger Arisz                       | 5:48,92 |         |
| 6.      | 6.      | Franciaország (FRA) · Fiorenzo Di Giovanni · Frédéric LeClerc · Yves Lamarque · Samuel Barathay         | 5:54,80 |         |